# Щецин (порт)
Морський порт Щецина – морський і річковий торговельний порт у західнопоморському воєводстві у Щецині, розташований на річці Одра і її правої притоки Реґаліци, у долині Нижньої Одри.
Порт обслуговує вантажні перевезення, в тому числі контейнери, сталь, великогабаритні та сипучі вантажі — сухі та рідкі. Разом з портом у місті Свіноуйсьце утворює найбільший портовий комплекс на півдні Балтики, розташований у гирлі Одри. Обидва порти також забезпечують послуги з обробки та зберігання сільськогосподарської і харчової продукції. Вантажообіг портового комплексу Щецин-Свіноуйсьце у 2015 році склав 23 174,4 тисяч тон.
Порти перебувають під керівництвом акціонерного товариства управління морських портів міст Щецин і Свіноуйсьце, яке протягом багатьох років впевнено розвивається завдяки інвестиціям ЄС, і тому тримає лідерську позицію у Західному Помор'ї. Завдяки плану ЄС на 2007—2013 роки товариство реалізувало інвестиційний пакет загальною сумою понад 650 мільйонів злотих. Нова стратегія розвитку порту до 2027 року передбачає додаткові інвестиції у розмірі 1,3 мільярдів злотих.
Згідно з Законом від 20 грудня 1996 року «Про морські порти та пристані» порти у містах Щецин та Свіноуйсьце мають основне значення для національної економіки.
Ці порти розташовані на найкоротшій трасі, що поєднує Скандинавію з Центральною та Південною Європою, мають статус базових портів мережі TEN-T i є невід'ємною ланкою міжнародного транспортного коридору Балто-адріатична вісь (т. зв. «Korytarz Szczeciński oś Szczecin/Świnoujście-Poznań-Wrocław-Ostrawa» (Коридор Щецинський вісь Щецин/Свіноуйсьце-Познань-Вроцлав-Острава)). Від материкової сторони порти Щецина і Свіноуйсьця пов'язані з дорожньо-транспортною інфраструктурою (ДК 3 / S3, A6), залізничною (CE 59, E59) і водною — внутрішні (E30).

## Історія

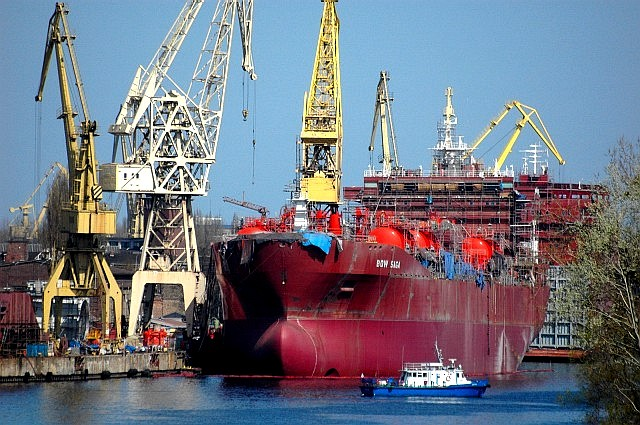
Щецинська верф (2007)

Згідно з Версальським договором судноплавство по Одеру стало предметом міжнародних угод, і відповідно до його статей 363 і 364 Чехословаччина отримала право орендувати в Штеттіні (нині Щецин) свій власний портовий басейн, який тоді називався Tschechoslowakische Zone im Hafen Stettin (нім.: Чехословацька зона в порту Штеттін).
Договір оренди між Чехословаччиною та Німеччиною під наглядом Сполученого Королівства був підписаний 16 лютого 1929 та мав закінчитися у 2028, однак після 1945 Чехословаччина не відновила цю юридичну позицію, де-факто скасовану в 1938/1939. Подібна оренда все ще діє для порту Молдаухафен у Гамбурзі до 2028.

## Розташування

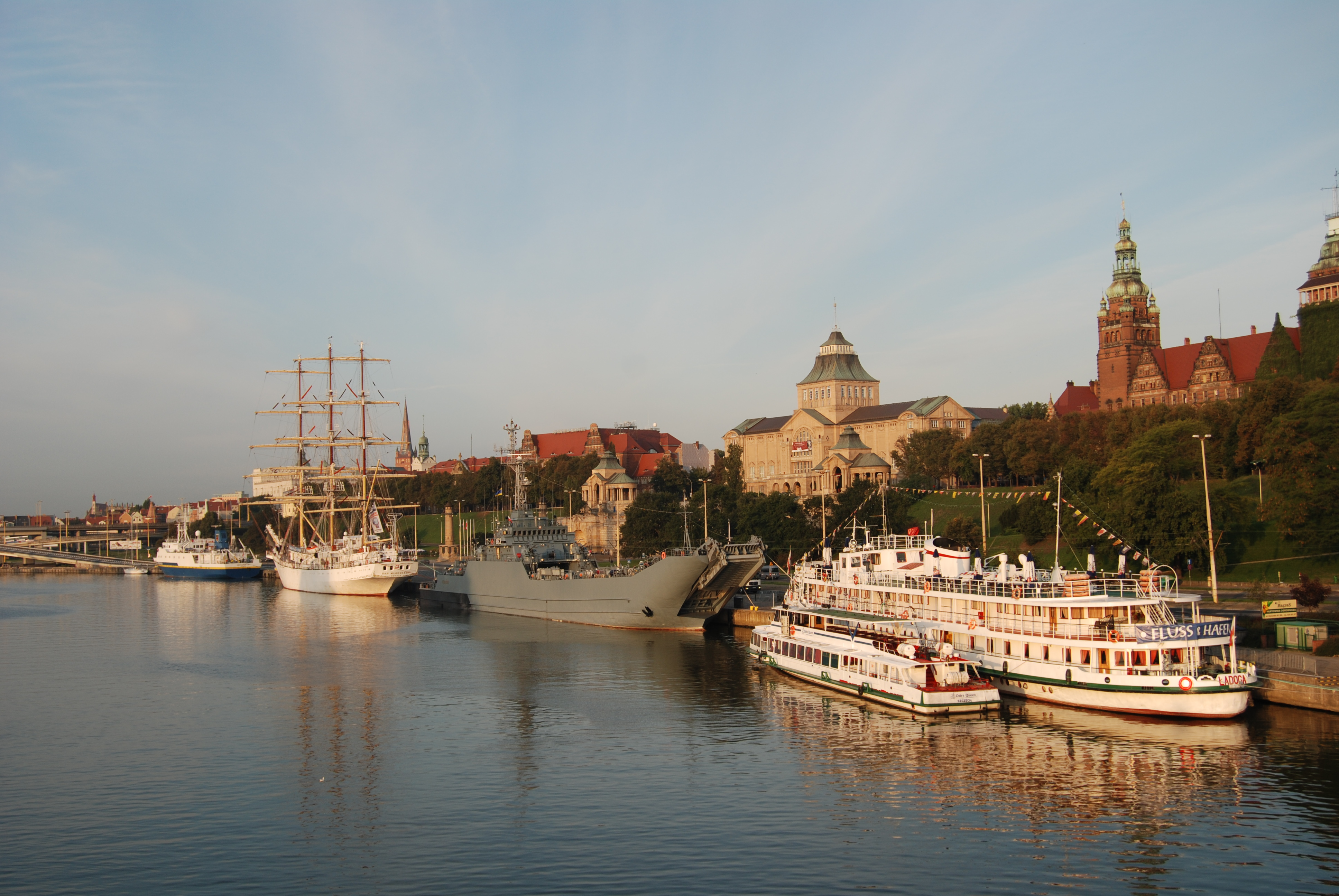
Капітанська набережна біля Валів (Болеслава) Хороброго

Морський порт Щецина розташований у західній частині Західнопоморського воєводства, у центрі міста, на околиці середмістя.
Перебуває на відстані приблизно 37 морських миль (69 км) на південь від Поморської бухти i близько 6 миль (11 км) від Щецинської затоки.
Розміщений на Одрі i її правій притоці Реґаліци, у західній частині Щецинського узбережжя, північній частині Долини Нижньої Одри. До складу порту входять резервуари-відгалуження Одри i канали: Пшекоп Мєленьський, Грабовський, Дуньчиця, Вроцлавський, Парниця, Дембський, а також озеро Домб'є.
Межі порту становлять::
- від півночі (Скольвінський канал), межі порту простягаються близько 6 миль вздовж річки Одра до Замкової траси;
- південна межа порту — Парніца i басейни на південному кінці Пшекопу Мєленьського на Залеських Лугах;
- східна межа простягується від набережної Реґаліца, східного берегу Пшекопу Мєленьського і Одри на північ до кінця острова Дембіни. Панорама порту Щецин, зроблена з точки огляду Щецинського національного музею на дні моря

## Опис

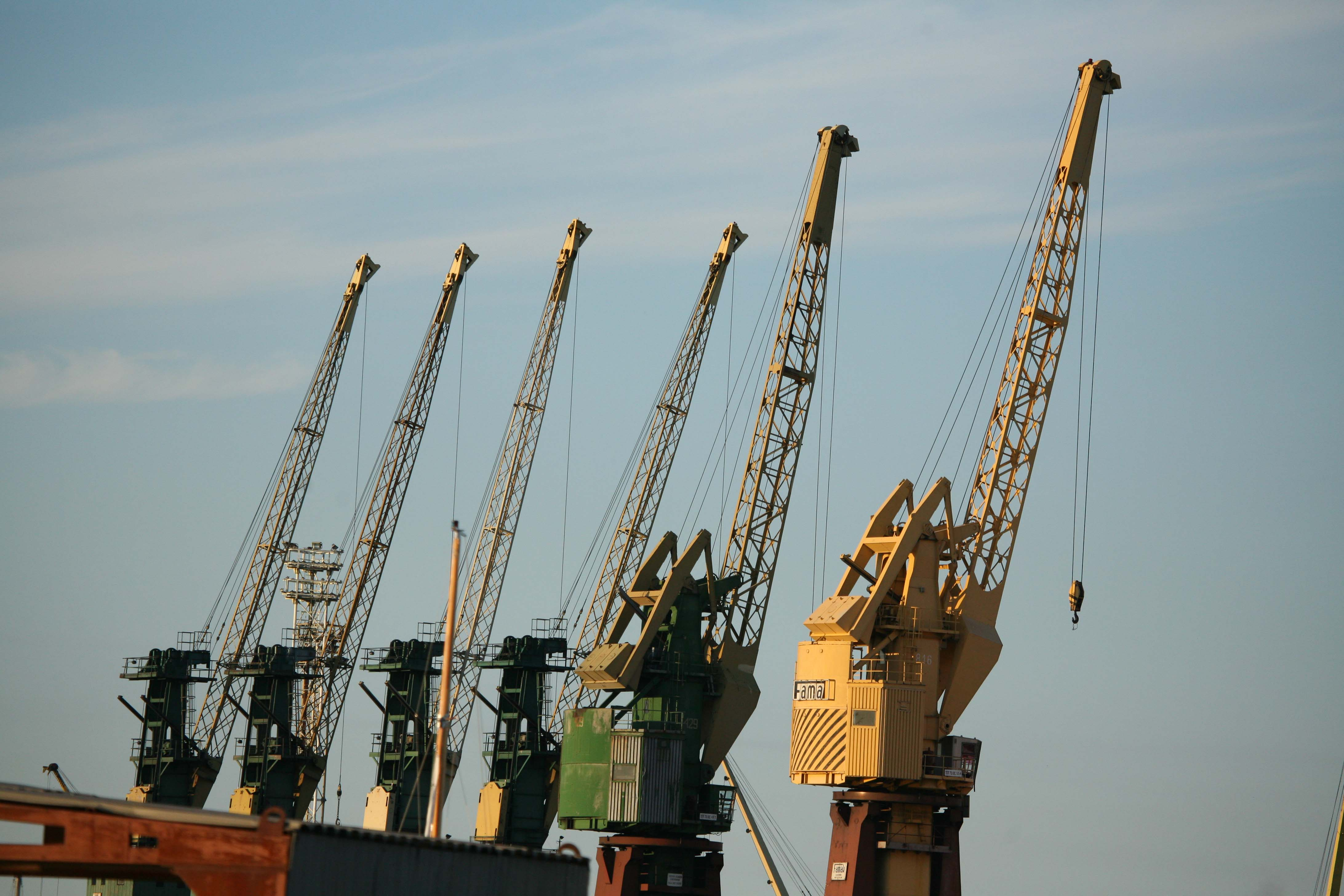
Портові крани

Загальна довжина набережної у порті Щецина сягає 23 380 метрів, з них 19 833 метри надається в експлуатацію. Довжина набережної глибиною понад 10,9 м, наданої в експлуатацію становить 1374 метри. Загальна довжина набережної для вантаження в експлуатації — 14 596 метрів.
Морський порт у Щецині є найбільшим річковим портом у басейні Одеру, який включає такі великі річки, як Варта, Нотець і Ниса-Лужицька.
Зв'язок порту Щецин з Балтійським морем через фарватер і морський порт Свіноуйсьце, а також географічне розташування обох портів зробили їх економічно пов'язаними один з одним, створивши комплекс портів. 
Цими портами керує громадське акціонерне товариство – Управління морських портів Щецин і Свіноуйсьце.
Комплекс морських портів у Щецині та Свіноуйсьце є найближчою великою базою морської економіки для території західної та південно-західної Польщі, яка об’єднує важливі промислові райони країни, такі як: Верхньосілезький промисловий район, Вроцлавська агломерація та Познанська агломерація. 
Розташування поблизу Німеччини, і перш за все Берліна, 140 км від Щецина, також має велике значення для порту Щецин. 
Крім того, протягом багатьох років морські порти Щецин і Свіноуйсьце були транзитними портами найбільшого значення для Чехії та Словаччини 
.
| Групи навантажень                    | Оборот [тис тон] | %    |
| ------------------------------------ | ---------------- | ---- |
| Генеральні вантажі                   | 11 264,6         | 49%  |
| Вугілля і кокс                       | 3 119,8          | 13%  |
| Збіжжя                               | 1 743,9          | 16%  |
| Руда                                 | 1 851,9          | 7%   |
| Сира нафта та нафтопродукти          | 1 738,9          | 7%   |
| Деревина                             | 14,3             | 0,6% |
| Інша маса                            | 3 451,0          | 14%  |
| Всього (Σ)                           | 23 174,4         |      |
| Перевантаження TEU контейнерів (20') | 87 784,0         |      |

Порт обслуговує річкові та морські круїзи. 
У порт регулярно заходять вантажні судноплавні лінії з Данії, Естонії, Фінляндії, Нідерландів, Ірландії, Литви, Латвії, Німеччини, Норвегії, Росії та Великої Британії 
. 
Порт обслуговує судновласників з усього світу і є портом приписки двох великих: Polsteam та Euroafrica.
Найбільшою виробничою компанією в порту була Щецинська корабельня, в якій у 2005 році працювало близько 5300 власних співробітників і приблизно 1500 співробітників субпідрядників
.
У 2009 році в порту працювало 8 холодильних камер, які спеціалізувалися переважно на зберіганні мороженої риби. 
Дві з них розташовані в районі порту, тобто Chłodnia Szczecińska та логістичний центр «Gryf». Вони пропонують площу з можливістю зберігання загалом 
.
Прикордонний рух у порту обслуговує щецинський морський прикордонний пункт.

## Туристичні та пасажирські перевезення

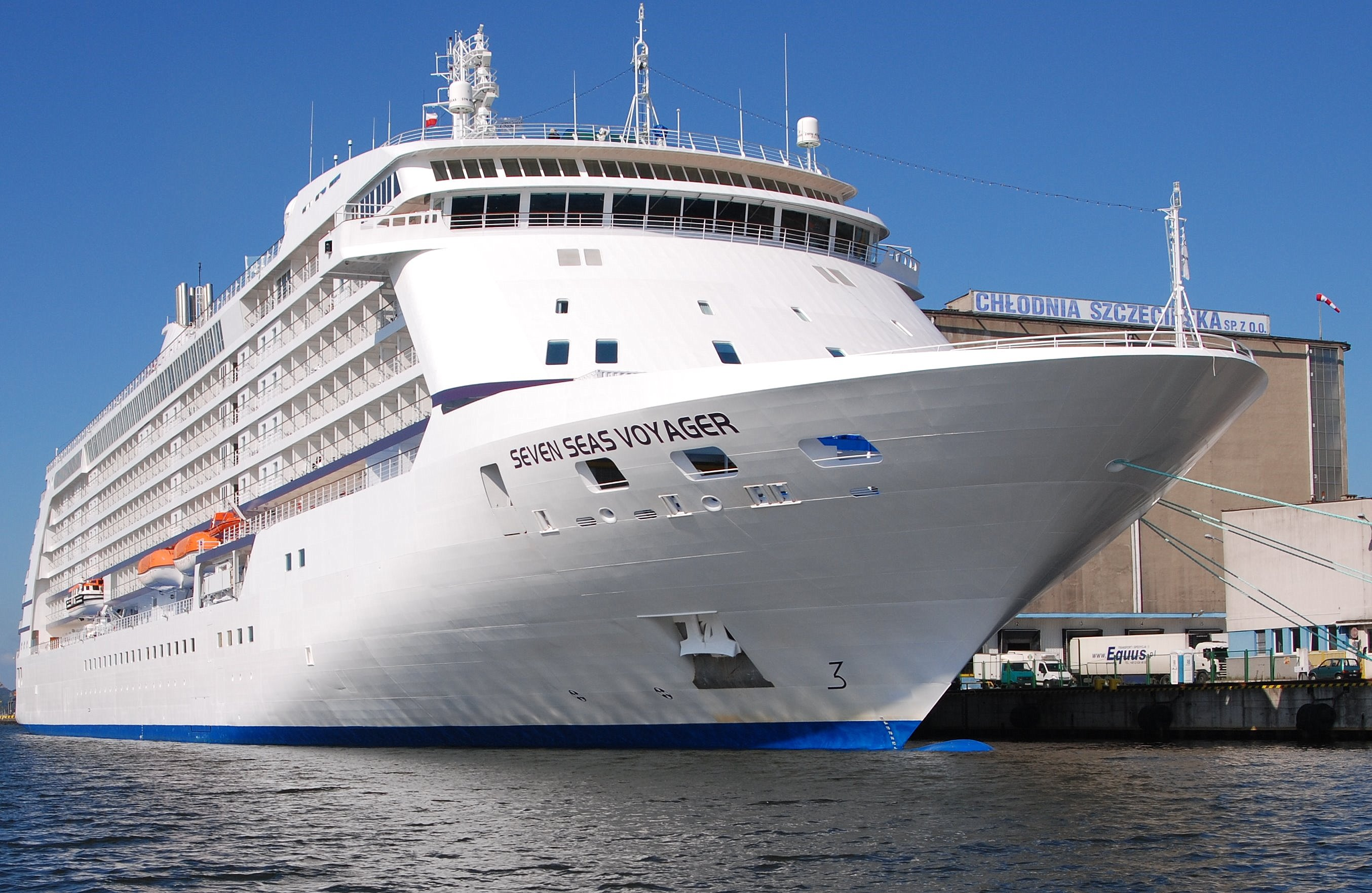
Круїзне судно MS Seven Seas Voyager на польській набережній

Багатство природних ландшафтів нижньої течії річки Одра разом з портом та його різноманітними каналами, островами, басейнами створили можливість окрім власне портової діяльності забезпечувати і туристичну. Туристичний і пасажирський рух обслуговується через Морський вокзал водного транспорту на вулиці Яна з Кольна (ul. Jana z Kolna). Таким чином судно організовує рейси навколо гавані та по водах нижньої Одри і озеру Домб'є. З квітня до жовтня також проводяться регулярні пасажирські перевезення до Свіноуйсьця. Рейс водолітом триває близько 75 хвилин. Порт обслуговує як внутрішні, так і морські круїзні судна.